# Eliot Ness
Eliot Ness (ur. 19 kwietnia 1903 w Chicago, zm. 16 maja 1957 w Coudersport, Pensylwania) – amerykański agent federalny i polityk. Dowódca walczącego z gangiem Ala Capone, legendarnego oddziału tzw. Nietykalnych.

## Wczesne lata
Eliot Ness był najmłodszym z pięciorga dzieci norweskich imigrantów, Petera i Emmy Ness. Uczęszczał do Christian Fenger High School w Chicago. Studiował na University of Chicago, gdzie był członkiem bractwa Sigma Alpha Epsilon. Studia z tytułem magistra ekonomii ukończył w 1925 roku. Karierę śledczego rozpoczął w Retail Credit Company w Atlancie. Przydzielony był do obszaru Chicago, gdzie prowadził dochodzenia na potrzeby informacji kredytowej. Powrócił na uniwersytet, aby podjąć kurs z kryminologii, ostatecznie uzyskując tytuł magistra w tej dziedzinie.

## Skazanie Capone’a
Pod wpływem swojego szwagra, Alexandra Jamiego, agenta Biura Śledczego (przemianowanego w 1935 roku na FBI) Ness wstąpił w 1927 roku do organów ścigania przestępczości, do liczącej 300 osób jednostki wewnątrz Departamentu Skarbu, o nazwie Biuro Prohibicji.
Po wyborach na stanowisko prezydenta, Herberta Hoovera, oskarżono sekretarza stanu Andrew Mellona o celowe spowolnianie w ściganiu Ala Capone. Rząd Federalny podszedł do problemu z dwóch stron: zwrócono uwagę na uchylanie się przez Capone od płacenia podatku dochodowego, a także podkreślano rolę ustawy Volsteada. Ness został wybrany szefem działań, które w ramach tej ustawy miały być wymierzone przeciw nielegalnym browarom i trasom zaopatrujących Capone.

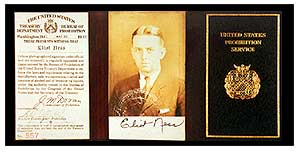
Dokumenty Eliota Nessa

Mając świadomość powszechnej korupcji w organach ścigania w Chicago, Ness wybrał i wnikliwie przejrzał rejestry agentów Biura Prohibicji, aby stworzyć wiarygodny zespół, składający się początkowo z 50, potem 15, a ostatecznie z 11 mężczyzn, zwanych Nietykalnymi. Naloty przeciw nielegalnym destylarniom i browarom rozpoczęły się natychmiast. Zajęte w ciągu sześciu miesięcy browary, jak twierdził Ness, warte były ponad milion dolarów. Głównym źródłem sukcesów grupy Nessa była rozwinięta sieć podsłuchów. Próba przekupienia przez Capone agentów Nessa została uchwycona przez tego ostatniego i upowszechniona publicznie, co spowodowało utworzenie przez media słynnego przydomka nietykalnych. Doszło do kilku prób zamachu na Nessa, a w jednej z nich jego bliski przyjaciel został zabity.
Wysiłki Nessa i jego oddziału wpływały na osłabienie pozycji Ala Capone, ale kluczową rolę w skazaniu tego przestępcy odegrało uchylanie się od podatku dochodowego. W kilku procesach sądowych w 1931 roku Capone został oskarżony o 22 oszustwa podatkowe, jak również o 5000 naruszeń ustawy Volsteada. W dniu 17 października 1931 roku Capone został skazany na 11 lat więzienia, a następnie, po nieudanej apelacji rozpoczął wyrok w 1932 roku.

## Dalsza kariera

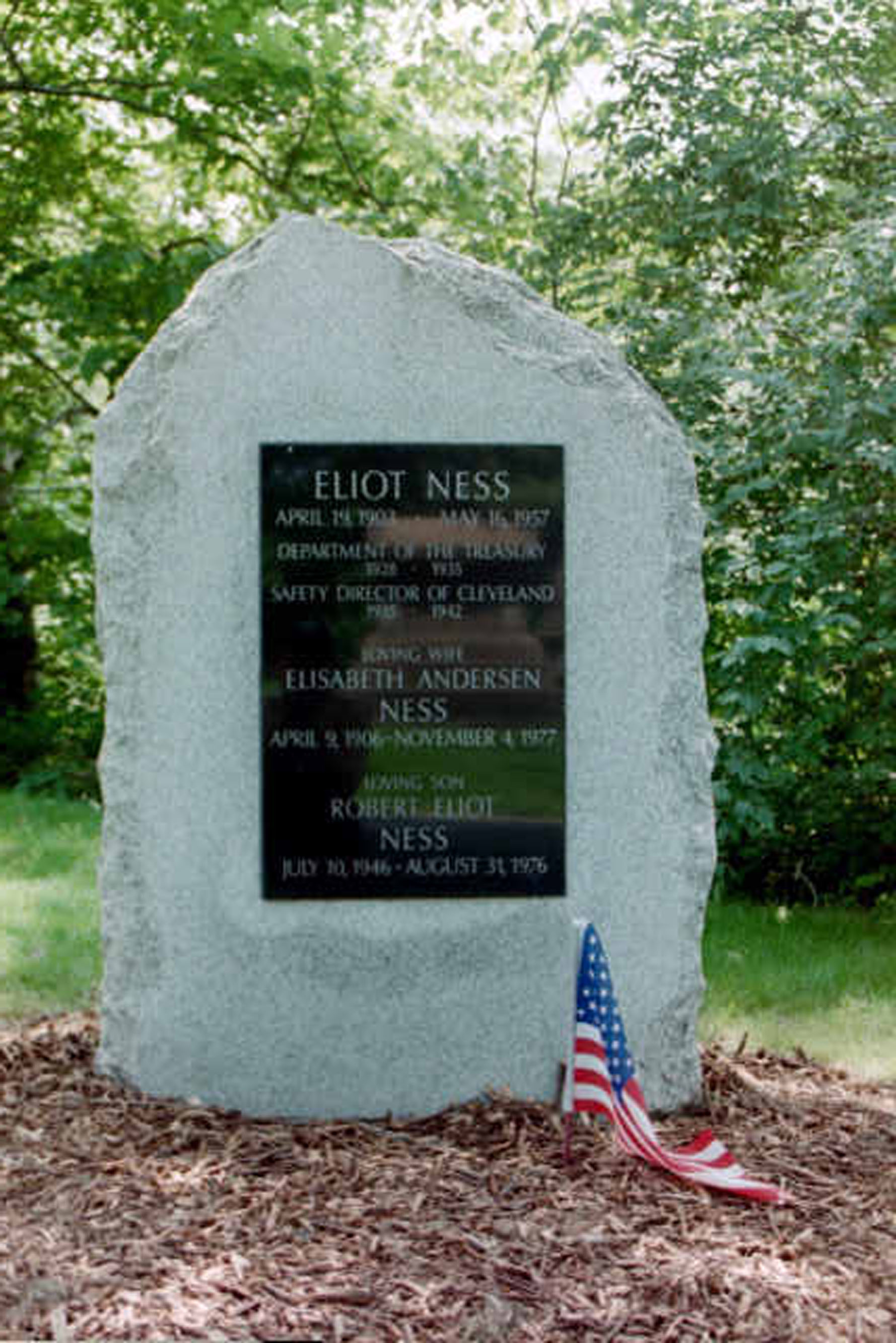
Tablica upamiętniająca Eliota Nessa na cmentarzu w Cleveland

Ness został szefem Biura Prohibicji w Chicago, a w 1934 roku w stanie Ohio – po zniesieniu prohibicji w 1933 roku – powierzono mu funkcję agenta zajmującego się podatkiem od alkoholu w Tennessee i Kentucky. Następnie przeniesiono go do Cleveland. W grudniu 1935 roku burmistrz tego miasta, Harold Burton, zatrudnił Nessa jako dyrektora ds. bezpieczeństwa. Stawiało go to na czele zarówno policji, jak i straży pożarnej. Ness stanął też na czele kampanii mającej oczyścić policję z korupcji, jak i zmodernizować departament straży pożarnej.
Do 1938 roku życie osobiste Nessa zmieniło się całkowicie, a jego kariera zaczęła mieć pewne wzloty i upadki. Ness skoncentrował się na pracy, co mogło przyczynić się do rozwodu z jego pierwszą żoną, Edną. Wypowiedział wojnę mafii, a jego głównymi celami do schwytania byli: „Big” Angelo Lonardo, „Little” Angelo Scirrca, Moe Dalitz, John Angerola, George Angersola i Charles Pollizi. Ness był także dyrektorem ds. bezpieczeństwa, w czasie, gdy w Ohio dochodziło do kolejnych morderstw przez niezidentyfikowanych sprawców od 1935 do 1938 roku. Kariera Eliota Nessa stopniowo się załamywała. Krytycy Nessa wskazywali w tamtym okresie na jego kolejne rozwody, publicznie znaną skłonność do picia, jak i jego zachowanie w wypadku samochodowym w 1942 roku.
Ness przeniósł się do Waszyngtonu w 1942 roku, gdzie pracował dla rządu federalnego, kierując walką przeciw prostytucji w społecznościach żyjących wokół baz wojskowych, gdzie choroby weneryczne były poważnym problemem. Stolicę opuścił w 1944 roku, kiedy to został przewodniczącym ds. bezpieczeństwa w firmie Diebold w Ohio. Startował bezskutecznie w wyborach na burmistrza Cleveland w 1947 roku. Pracował później dla North Ridge Industrial Corporation w Coudersport. Współpraca z Oscarem Fraleyem zaowocowała powstaniem książki The Untouchables w 1957 roku, która została opublikowana miesiąc po jego śmierci w wieku 54 lat na zawał serca.

## Życie prywatne
Eliot Ness był trzykrotnie żonaty. W latach 1929–1938 z Edną Staley (ur. 1900, zm. 1988), co zakończyło się rozwodem. Następnie w latach 1939–1945 z rysowniczką Evaline Michelow (1911–1986), ponownie rozwód. Jego trzecią żoną była Elizabeth Anderson Seaver (1906–1977), którą poślubił w 1946 roku. W 1947 roku adoptowali syna, Roberta Warnera (1946–1976). Prochy Nessa zostały rozrzucone nad jednym z małych stawów na terenie cmentarza Lake View Cemetery w Cleveland.